# Namyślin
Namyślin [naˈmɨɕlin] (tiếng Đức: Neumühl) là một ngôi làng thuộc khu hành chính của Gmina Boleszkowice, thuộc quận Myślibórz, West Pomeranian Voivodeship, ở phía tây bắc Ba Lan, gần biên giới Đức.
Nó nằm khoảng 6 kilômét (4 mi) phía nam Boleszkowice, 37 km (23 mi) phía tây nam Myślibórz và 83 km (52 mi) phía nam thủ đô khu vực Szczecin.
Ngôi làng có dân số là 298 người.

## Cư dân đáng chú ý
- Georg von Bismarck (1891 Từ1942), tướng Wehrmacht